# Felix Herzog
Felix Herzog (* 18. Januar 1959 in Fürstenfeldbruck) ist ein deutscher Rechtswissenschaftler und Professor für Strafrecht an der Universität Bremen. Er ist Leiter des Bremer Forschungscenter Geldwäschekriminalität (bfog).

## Leben
Felix Herzog hat an der Johann Wolfgang Goethe-Universität in Frankfurt am Main studiert und war dort von 1982 bis 1990 Mitarbeiter von Winfried Hassemer, dem späteren Vizepräsidenten des Bundesverfassungsgerichts. Er wurde 1986 promoviert und habilitierte sich 1991 mit einer Arbeit zum Gefährdungsstrafrecht. 1992 folgte er einem Ruf als Professor an die Juristische Fakultät der Humboldt-Universität zu Berlin, womit er zum seinerzeit jüngsten Strafrechtslehrer Deutschlands wurde. Seit 1993 ist Felix Herzog Vertrauensdozent der Studienstiftung des deutschen Volkes und war von 1995 bis 2005 Mitglied der Ethikkommission des Universitätsklinikums Charité in Berlin.
Seit dem Sommersemester 2005 ist Felix Herzog Inhaber eines strafrechtlichen Lehrstuhls an der Universität Bremen. Er hat dort – auch mit Hilfe der Akquise von Drittmitteln aus der Wirtschaft – das Bremer Forschungscenter Geldwäschekriminalität (bfog) aufgebaut.
Felix Herzogs wissenschaftliche Interessen erstrecken sich von der Rechtsphilosophie bis hin zum Wirtschaftsstrafrecht, wo er durch zahlreiche Veröffentlichungen zum Thema Geldwäsche hervorgetreten ist. Er war mehrmals Sachverständiger im Rechts- und Finanzausschuss des Deutschen Bundestages und berät den Bundesverband deutscher Banken in Fragen der Geldwäschebekämpfung.
Er ist Mitglied des Zentrum Philosophische Grundlagen der Wissenschaft (ZPhGW) an der Universität Bremen und Faculty Member der Bremen International Graduate School of Social Sciences (BIGSSS).
Vom 1. Juli 2009 bis zum 2. März 2011 war Felix Herzog Dekan des Fachbereichs Rechtswissenschaft an der Universität Bremen.
International ist Felix Herzog vernetzt mit Juristen aus Spanien und Lateinamerika, während er in Europa unter anderem enge Kontakte mit skandinavischen Wissenschaftlern pflegt, die im Finnish Center of Excellence Foundations of European Law and Polity, Helsinki organisiert sind.
Gesellschaftlich engagiert sich Felix Herzog in der Auseinandersetzung mit dem Thema Rechtsradikalismus.
Felix Herzog hat zwei erwachsene Töchter.